# Paolito Somazzi
Paolito Somazzi (Montevideo, 4 luglio 1873 – Rivera, 29 marzo 1914) è stato un architetto svizzero.

## Biografia

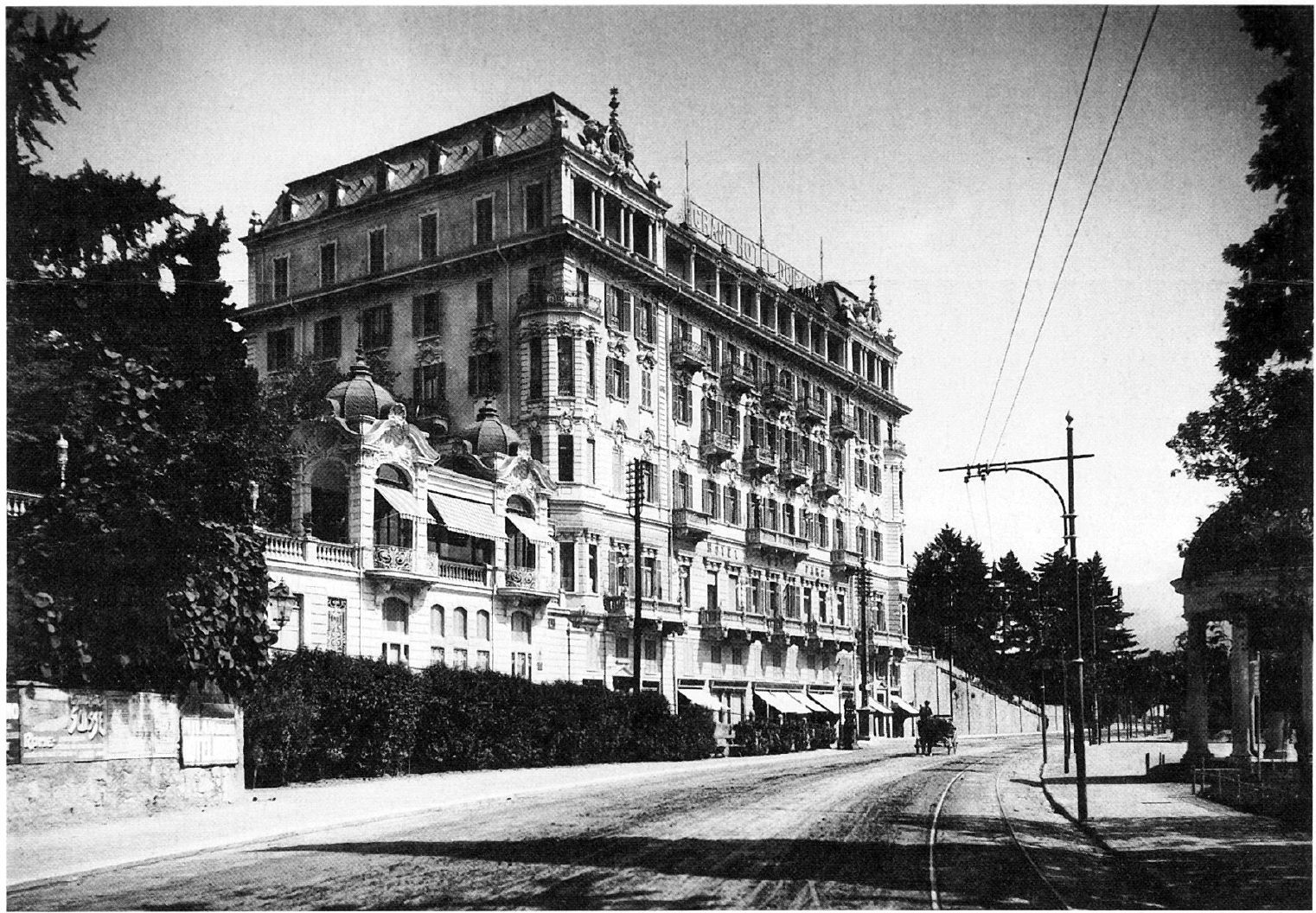
Hôtel du Parc e Beau-Sejour, Lugano, ricostruzione e ampliamento 1904-1905

Paolito Somazzi nacque nel 4 luglio 1873 da padre costruttore. Gaudenzio Somazzi (padre) rientrò in Svizzera prima del 1879, anno in cui a Barbengo nacque il terzo figlio Ezio, si stabilì a Lugano in viale Stefano Franscini, dove aprì un'impresa di costruzioni.
Studiò a Winterthur, dove si diplomò in architettura. Dopo gli studi lavorò assieme suo padre. In seguito nel 1899 aprì il proprio ufficio. Costruì molti edifici a Lugano, in particolare ville, case e hotel, e molti altri da Locarno a Rimini. Somazzi fu un politico nel consiglio comunale di Lugano. Dopo la morte del padre nel 1910, Paolito diventò responsabile dell'impresa di costruzioni. Nel 1913                              vinse il secondo premio nel concorso per il Palazzo delle Dogane di Lugano, e gli viene affidato l'incarico di costruire l'edificio, tuttavia non lo finì a causa di un incidente stradale a Rivera mentre da Locarno rientrò a Lugano in automobile. Gli edifici costruiti da Somazzi furono in stile eclettico, alcune opere presentano tuttavia caratteristiche liberty, in particolare Villa Thiele del 1906 a Lugano (distrutta).

## Opere
(progetti principali)
- Villa Ombroso, Lugano, 1896
- Hotel Meister, Lugano, 1902–06
- Hotel Bristol, Lugano, 1903–04
- Hotel Splendide, Lugano, 1903–04
- Hôtel du Parc et Beau-Sejour, Lugano, 1904–05
- Casa E. P. Lucchini, Wohn- und Geschäftshaus, Lugano, 1905
- Grand Hotel Brissago, Brissago, 1905
- Grand Hotel, Rimini, 1906-08
- Hotel Continental, Lugano, 1906–12
- Cassa di Risparmio, Piazza Ferrari, Rimini, 1912